# Guchin-Us, Övörkhangai
Guchin-Us (tiếng Mông Cổ: Гучин-Ус) là một sum của tỉnh Övörkhangai ở miền nam Mông Cổ. Vào năm 2008, dân số của sum là 2.260 người. Có một vài bức tranh thời tiền sử trên đá và chữ khắc Phật giáo ở phía đông bắc trung tâm sum, nằm gần con đường chưa trải nhựa đến Arvaikheer.
Thị trấn Arguut, cách tỉnh lị Arvaikheer 104 km, là trung tâm hành chính của sum, nhưng nhiều khi nó cũng được gọi là "Guchin-Us".

## Khí hậu

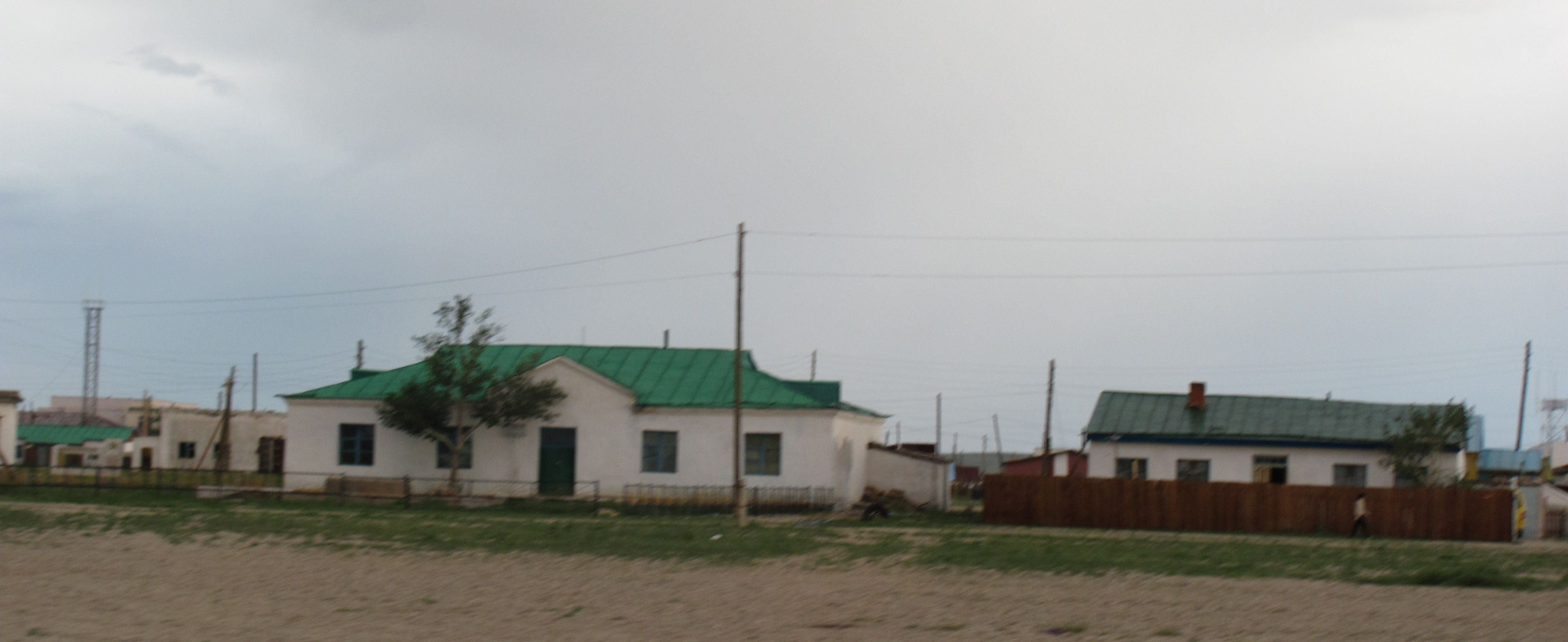
Thị trấn Arguut

Khu vực này có khí hậu bán khô hạn. Nhiệt độ trung bình hàng năm trên địa bàn là 6 °C. Tháng ấm nhất là tháng 7, khi nhiệt độ trung bình là 26 °C và lạnh nhất là tháng 1, với -16 °C. Lượng mưa trung bình hàng năm là 262 milimét. Tháng mưa nhiều nhất là tháng 7, với lượng mưa trung bình 71 mm và khô nhất là tháng 12, với lượng mưa 3 mm.

## Dân số
Dưới đây là dân số của Guchin-Us qua các năm:
| 2007  | 2008  | 2009  | 2010  | 2011  |
| ----- | ----- | ----- | ----- | ----- |
| 2,210 | 2,260 | 2,326 | 2,238 | 2,236 |

## Kinh tế
Dưới đây là số đầu gia súc tại Guchin-Us qua các năm:
| 2007    | 2008    | 2009    | 2010   | 2011   |
| ------- | ------- | ------- | ------ | ------ |
| 143,407 | 155,822 | 150,471 | 86,172 | 99,922 |

## Tham khảo

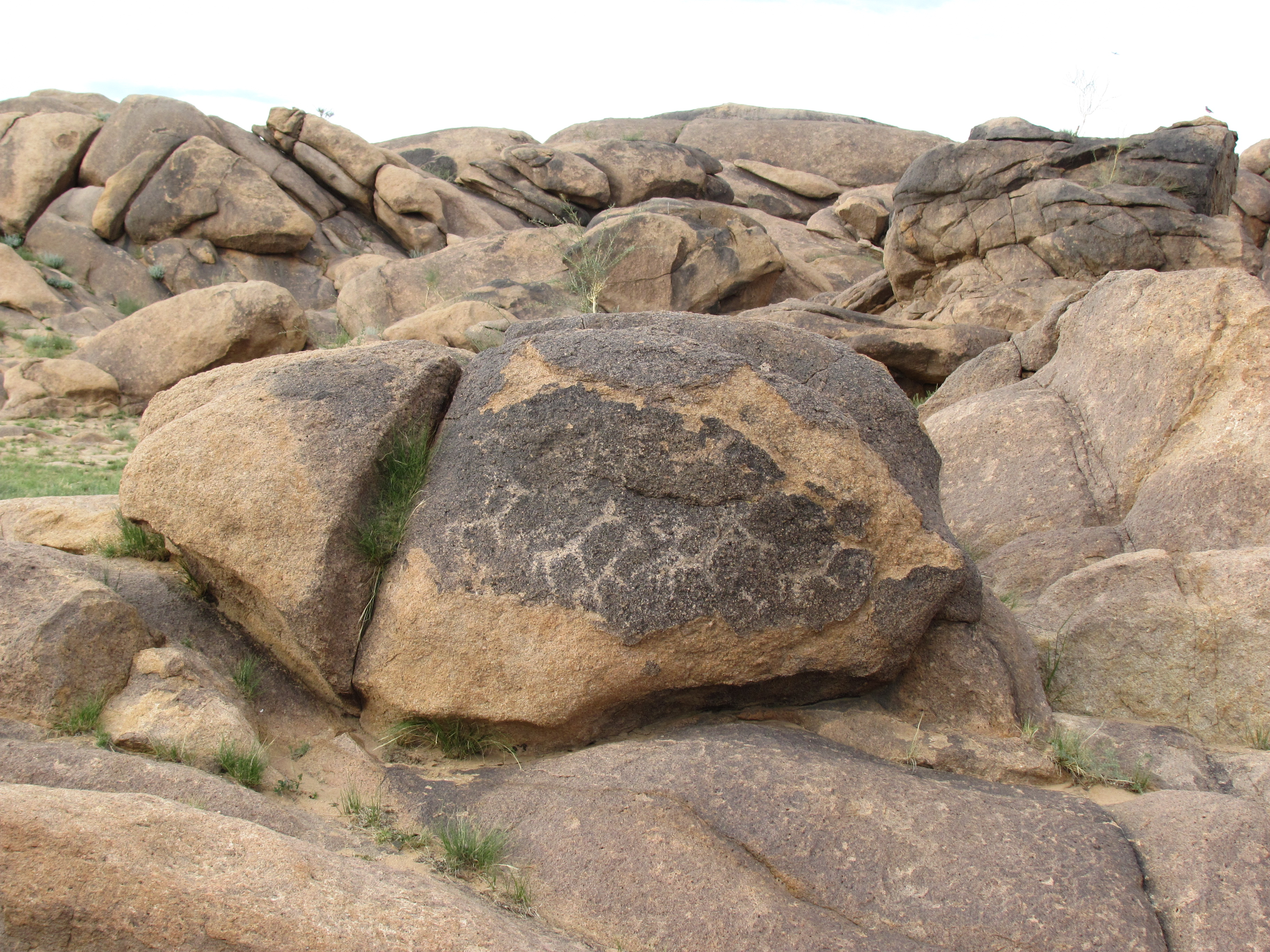
Bức tranh trên đá